# Hideki Kikuchi
Hideki Kikuchi, född 27 januari 1986, är en japansk bågskytt. Han deltog vid olympiska sommarspelen 2012.